# 東風・EQ240

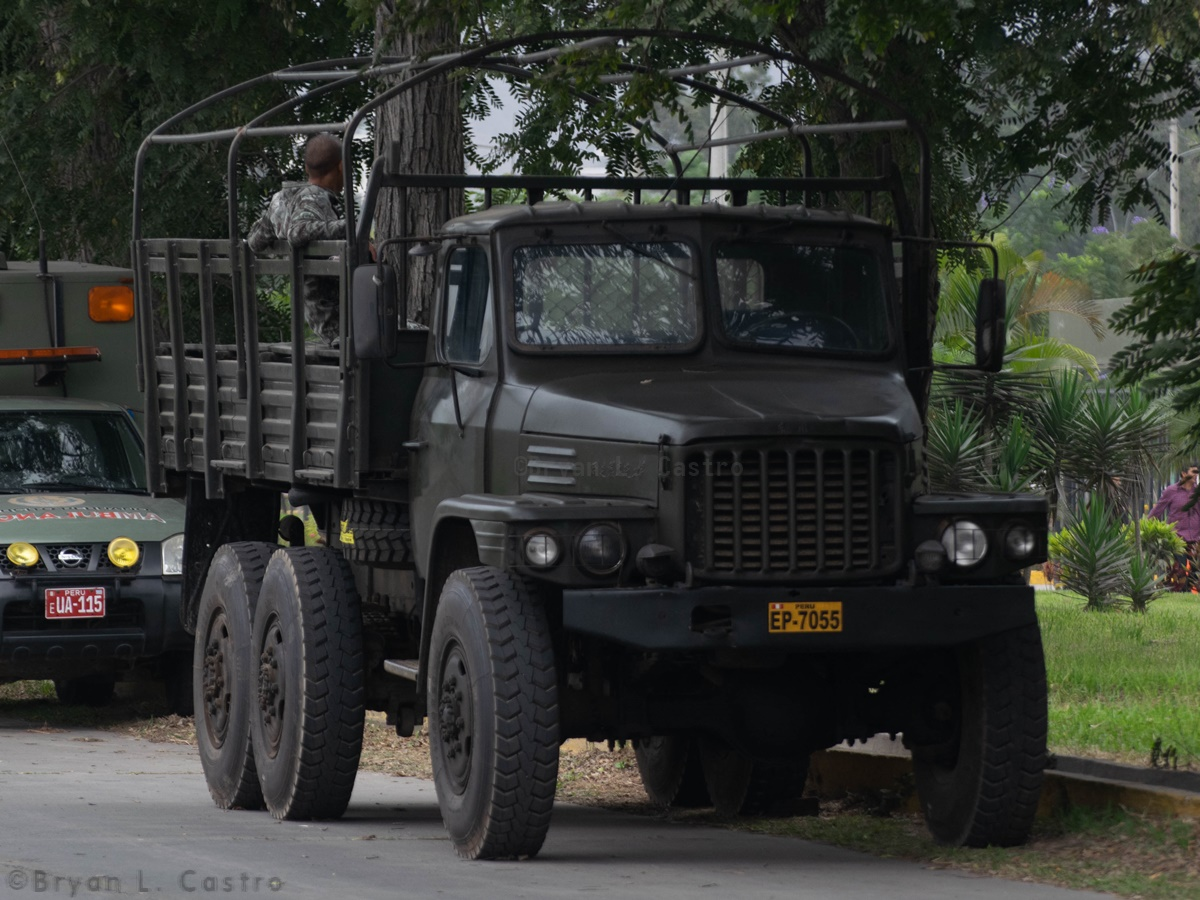
EQ・2081

東風 EQ240/EQ2080/EQ2081は、東風汽車公司が開発・製造した兵員/貨物輸送トラックである。
中国人民解放軍のために開発され、現在運用されている。

## 歴史
東風EQ240は、1975年から人民解放軍で運用が開始された。

## デザイン
EQ2080/2081は、中国人民解放軍で運用されている2,500kg級のシェルター用シャーシで、山岳地帯やオフロードでの運用を想定してる。標準の貨物ボディは、スチールと木製の床、スチール製のサイドラック、そしてテールゲートを備えています。オプションとして、ダンプカー、タンクローリー、クレーンなどが装備される。
オプション装備にはパワーテイクオフとフロントバンパーの後ろに取り付けられた4,500 kgのウインチが含まれます。

## バリエーション
- EQ240
  - ガソリンエンジンを搭載した当モデルは、1975年から中国人民解放軍に配備された。
- EQ2080
  - 1990年代に人民解放軍によって名称変更され、EQ2080となった。
- EQ2081
  - 東風汽車集団がカミンズとのディーゼルエンジン合弁事業に合意した後、6BT型エンジンが搭載されEQ2081に改名された。
- EQ2082
  - EQ2082E（または2082E6D）は、ペルー輸出仕様で、米国製M35シリーズおよびロシア製ウラル・375トラックの代替として製造されました。ペルーは1995年から1998年にかけて400台以上納入した[3][4]。
- EQ2082 6X6
  - EQ2082 6x6兵員輸送車は、アメリカ製のM35シリーズの代替として製造されたフィリピン輸出仕様である。フィリピンはダバオに拠点を置く金易輸出入貿易有限公司から受領した。2021年10月に東風汽車から18台が納入された[5]。

## 運用国
- 中華人民共和国: 中国人民解放軍
- ペルー: ペルー陸軍
- フィリピン: フィリピン陸軍
- スーダン: スーダン人民解放軍